# Franceville
Franceville è una delle principali città del Gabon, capoluogo della provincia Haut-Ogooué.

## Storia
La città è stata fondata da Pietro Savorgnan di Brazzà laddove in precedenza si trovava un villaggio chiamato Masuku.

## Geografia fisica
Situata nella parte sud-orientale del paese al capolinea della ferrovia (Trans-Gabon Railway), è attraversata dal fiume Mpassa. La città è suddivisa in tre parti, la parte alta con il centro amministrativo, la parte bassa sulla pianura del fiume Mpassa con le attività commerciali e le colline circostanti sulle quali si trovano i quartieri residenziali.